# Maccabi Aschdod (Basketball)

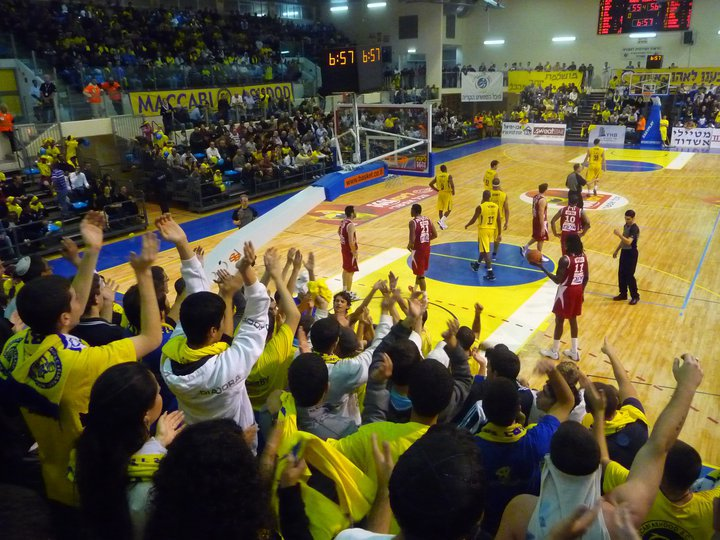
Die Fans (Dolphins) in einem Heimspiel

Maccabi Aschdod ist eine israelische Basketballmannschaft, die in der ersten Ligat Loto spielt. Die Mannschaft wurde 1961 in Aschdod gegründet.

## Geschichte
Das Team begann in der ersten Liga teilnehmen In Saison 2010/11. Erreicht das Viertelfinale der Meisterschaft Playoffs, Und verlor das Team Hapoel Jerusalem. Und erreichte auch die israelische Cup Halbfinale, Und verlor das Team Maccabi Tel Aviv.

## Squad-Spieler 2017–2018
| - Guni Israeli - Alex Chubrevich - Nimrod Levi - Adam Ariel (C) - Sek Henry | - Gerald Lee - David Laury - Jamie Skeen - Travis Warech - Adam Honig |

## Frühere Spieler
- Moran Roth
- Ramel Bradley
- Joshua Carter
- / Alex Tyus